# Frislândia

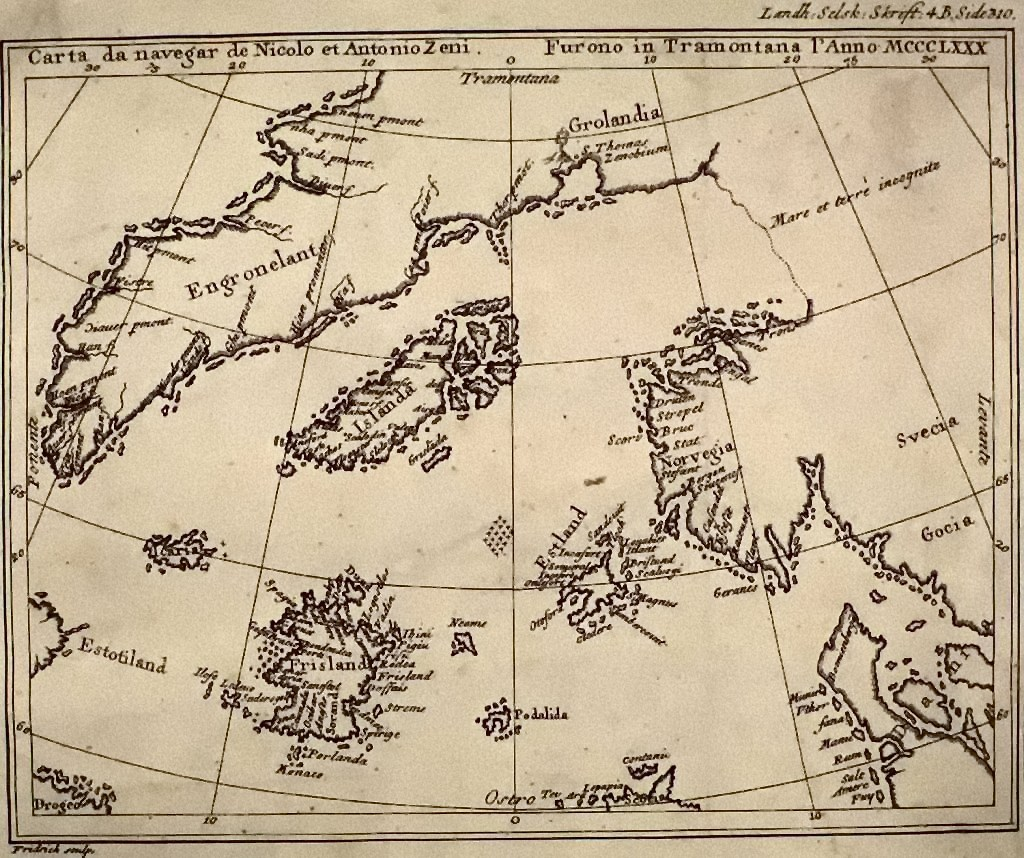
A Frislândia no mapa de N. Zeno (1558) aparece na parte inferior esquerda.

A Frislândia (ou Frisland, Frischland, Friesland, Freezeland ou Frixland) é uma das chamadas ilhas fantasma que figura na maioria dos mapas e cartas náuticas do Oceano Atlântico Norte desenhadas entre 1560 e 1660. 

## História

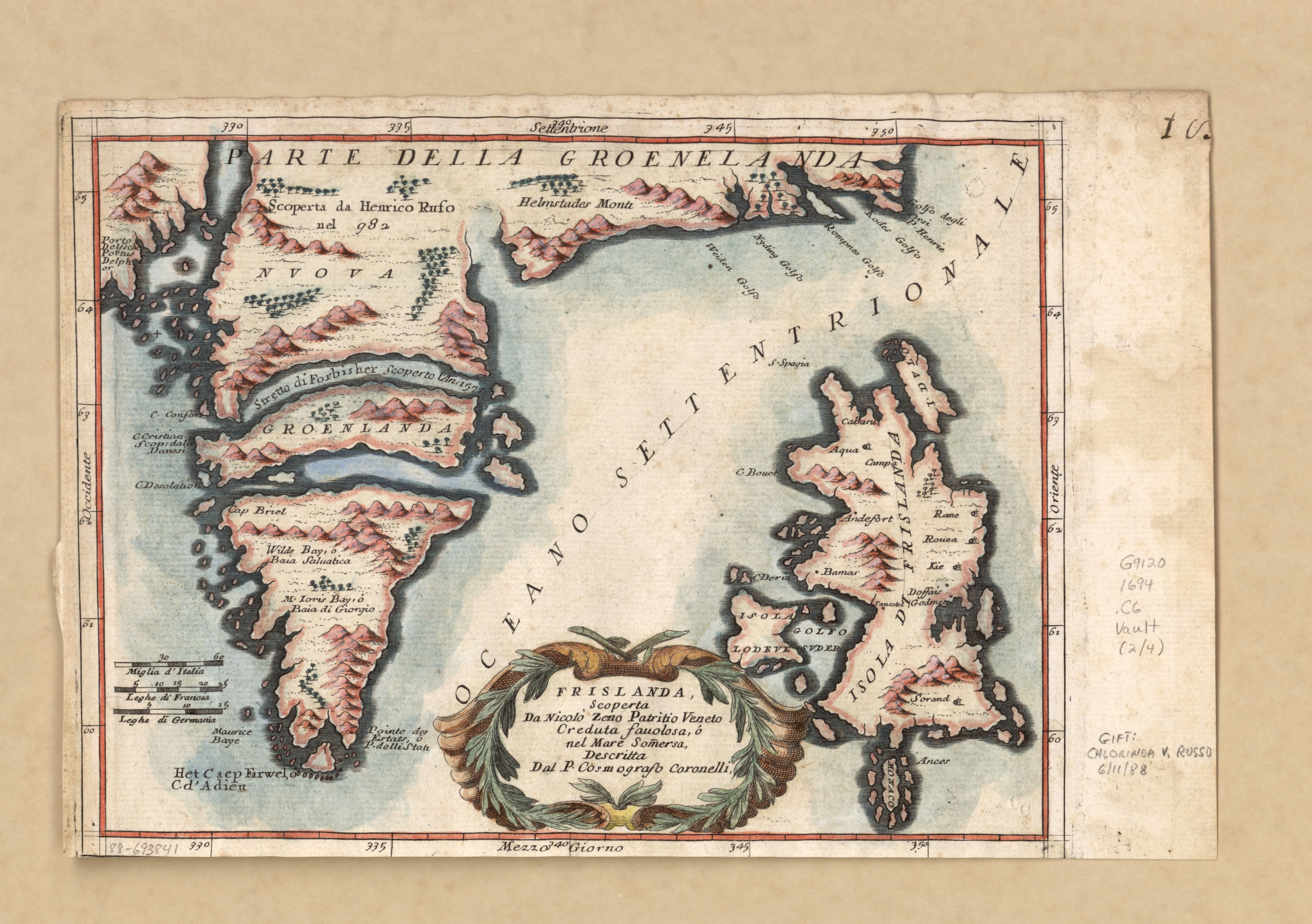
mapa da Frísia, com parte da Groenlândia (sul): Frislanda e Parte della Groenelanda

A Frísia parece ter nascido da confusão entre uma ilha imaginária e a verdadeira parte sul da Groenlândia. A Frísia originalmente também pode ter sido uma aproximação cartográfica da Islândia, mas em 1558 o influente mapa de Zenão mapeou a massa de terra como uma ilha totalmente separada ao sul (ou ocasionalmente a sudoeste) da Islândia.
Após esse mapeamento incorreto, a ilha fantasma apareceu assim nos mapas pelos próximos 100 anos.
ua existência foi divulgada em mapas manuscritos da década de 1560 pela família Maggiolo de Gênova , e a ilha foi aceita e reproduzida pelos cartógrafos Gerardus Mercator e Jodocus Hondius. Alguns mapas antigos de Willem Blaeu, como o mapa da Europa de 1617, a omitem, mas ela reapareceu em seu mapa-múndi de 1630 como uma das muitas ilhas mostradas na costa leste de Labrador, que se acreditava estender-se até algumas centenas milhas da Escócia. Ele também apareceu em um mapa-múndi de 1652 por Visscher, amplamente copiado do de Blaeu. O mapa de Vincenzo Coronelli de 1693 o coloca perto da Groenlândia.
Frederick J. Pohl identificou Frisland com uma ilha que ele chamou de "Fer Island", moderna Fair Isle inglesa , uma ilha situada entre o continente Shetland e as ilhas Orkney em seu livro argumentando o caso de Henry I Sinclair, Conde de Orkney visitou a América do Norte.  Mesmo em meados do século 18, os mapas dos exploradores retratavam claramente a Frísia como separada da Groenlândia por um largo estreito.
O mito da Frísia foi gradualmente dispensado à medida que exploradores, principalmente da Inglaterra e da França, mapeavam e mapeavam as águas do Atlântico Norte.